# Camille
Camille [ka.mij] ist ein weiblicher und männlicher Vorname.

## Herkunft und Bedeutung
Bei dem Namen handelt es sich um die französische, männliche und weibliche Form von Camilla.

## Verbreitung
Zu Beginn des 20. Jahrhunderts war der Name Camille in Frankreich sowohl für Jungen als auch für Mädchen sehr beliebt. Dabei überwog die Nutzung als Jungenname. Parallel zueinander sank die Popularität der Namen. Als Mädchenname verließ er im Jahr 1929 die Top-100 der Vornamenscharts, als Jungenname im Jahr 1950. In den 1960er Jahren wurden beide Namen nur noch selten gewählt. Im Jahr 1970 wurde der Name schließlich erstmals und seitdem ausschließlich häufiger als Mädchenname vergeben. Die Popularität beider Namen stieg erneut. Als Mädchenname trat er im Jahr 1979 in die Top-100 der Vornamenscharts ein. Dies gelang dem Jungennamen vorerst nicht. Während der Mädchenname im Jahr 1990 in die Hitliste der 10 meistgewählten Mädchennamen eintrat, die er erst im Jahr 2016 wieder verließ, sank die Beliebtheit des Jungennamens bis auf Rang 201 im Jahr 2003. Mittlerweile wird Camille auch als Jungenname wieder häufiger vergeben. Im Jahr 2021 belegte der Mädchenname Rang 39 der Hitliste, während der Jungenname Rang 62 erreichte.
In Belgien hat sich Camille unter den 20 meistgewählten Mädchennamen etabliert. Im Jahr 2021 belegte er Rang 6 der Hitliste.
Auch in der Schweiz ist der Name populär und gehörte lange zu den 100 beliebtesten Mädchennamen.

## Namensträger

### Männlicher Vorname
- Camille Bedin (1893–1979), französischer Politiker
- Camille Bloch (1891–1970), Schweizer Schokoladenfabrikant
- Camille Bombois (1883–1970), französischer Maler
- Camille Bourniquel (1918–2013), französischer Schriftsteller
- Camille Chamoun (1900–1987), libanesischer Politiker
- Camille Chautemps (1885–1963), französischer Politiker
- Camille Corot (1796–1875), französischer Maler
- Camille Crémer (1840–1876), französischer General
- Camille Decoppet (1862–1925), Schweizer Politiker
- Camille Desmoulins (1760–1794), französischer Revolutionär
- Camille Flammarion (1842–1925), französischer Astronom
- Camille-Christophe Gerono (1799–1891), französischer Mathematiker
- Camille Gira (1958–2018), luxemburgischer Politiker (Déi Gréng)
- Camille Graeser (1892–1980), Schweizer Maler
- Camille Huysmans (1871–1968), belgischer Politiker
- Camille Jenatzy (1868–1913), belgischer Autorennfahrer
- Camille Jordan (1838–1922), französischer Mathematiker
- Camille Libar (1917–1991),  luxemburgischer Fußballspieler und -trainer
- Camille Mandrillon (1891–1969), französischer Offizier und Skisportler
- Camille de Meaux (1830–1907), französischer Politiker
- Camille Pissarro (1830–1903), französischer Maler
- Camille Armand Jules Marie de Polignac (1832–1913), französischer Adliger
- Camille de Renesse (1836–1904), belgischer Graf, Unternehmer und Autor
- Camille Rolland (1875–1964), französischer Senator
- Camille Roqueplan (1802–1855), französischer Maler
- Camille Rousset (1821–1892), französischer Historiker
- Camille Sachs (1880–1959), deutscher Jurist
- Camille Saint-Saëns (1835–1921), französischer Pianist und Komponist
- Camille Sauvage (1910–1981), französischer Musiker, Bandleader, Filmkomponist und Arrangeur
- Camille Stamaty (1811–1870), französischer Pianist
- Camille d’Hostun de la Baume, duc de Tallard (1652–1728), französischer General und Staatsmann

Künstlername
- Camille, Pseudonym des Musikers und Komponisten Prince (1958–2016)
- Camille de Toledo, Pseudonym von Alexis Mital (* 1976), französischer Schriftsteller

### Weiblicher Vorname
- Camille Abily (* 1984), französische Fußballspielerin
- Camille Cerutti (* 1998), französische Skirennläuferin
- Camille Claudel (1864–1943), französische Bildhauerin und Malerin
- Camille Cottin (* 1978), französische Filmschauspielerin und Komikerin
- Camille Drevet (1881–1969), französische Feministin, Pazifistin und Antikolonialistin
- Camille Grammer (* 1968), US-amerikanische Schauspielerin und ehemalige Tänzerin
- Camille Jones (* 1974), dänische Popsängerin
- Camille Doncieux (1847–1879), französisches Modell und Frau von Claude Monet
- Camille Kitt (* 1989), US-amerikanische Harfenistin, siehe Camille und Kennerly Kitt
- Camille Lepage (1988–2014), französische Fotoreporterin
- Camille Levin (* 1990), US-amerikanische Fußballspielerin
- Camille Lou (* 1992), französische Schauspielerin und Sängerin
- Camille O’Sullivan (* 1974), irische Sängerin, Schauspielerin, Malerin und Architektin
- Camille Paglia (* 1947), US-amerikanische Kunst- und Kulturhistorikerin
- Camille Pin (* 1981), französische Tennisspielerin
- Camille Rast (* 1999), Schweizer Skirennfahrerin
- Camille Razat (* 1994), französische Schauspielerin und Model
- Camille Saviola (1950–2021), US-amerikanische Schauspielerin
- Camille Soriano (* 1995), französische Fußballschiedsrichterassistentin
- Camille Winbush (* 1990), US-amerikanische Schauspielerin

Künstlername
- Camille (* 1978), französische Sängerin
- Camille (* 1970), estnische Geigerin, siehe Camille Camille

### Familienname
- Alisen Camille (* 1992), seychellische Badmintonspielerin
- Bernard Camille (* 1975), seychellischer Fußballschiedsrichter
- Raymond Roy-Camille (1927–1994), französischer Orthopäde und Traumatologe
- Samuel Camille (* 1986), französischer Fußballspieler
- Sharen Camille, US-amerikanische Schauspielerin